# Kiffa
Kiffa is een stad in Mauritanië en het is de hoofdplaats van de regio Assaba.
Kiffa telt naar schatting 81.000 inwoners.

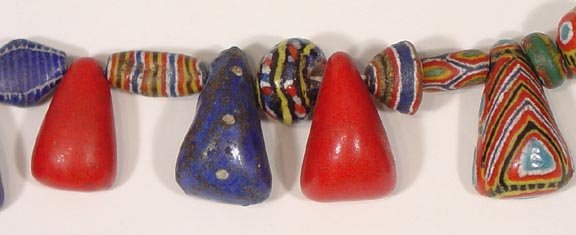
Kiffabandjes

Het stadje is bekend vanwege de Kiffabandjes, glas kunstig gekleurd met poeder.